# Johann Ernst Dauer
Johann Ernst Dauer (geboren 1746 in Hildburghausen; gestorben am 27. September 1812 in Wien) war ein deutscher Theaterschauspieler und Opernsänger (Tenor).

## Leben
Dauer wirkte von 1779 bis 1812 am Hofburgtheater – meistens als Schauspieler, den damaligen Gepflogenheiten entsprechend aber auch als Opernsänger, vor allem im Buffo-Fach. So verkörperte er am 16. Juli 1782 bei der Uraufführung von Mozarts Singspiel Die Entführung aus dem Serail die Figur des Pedrillo.
Er war mit seiner Kollegin Henriette Dauer-von Etzdorf (1758–1843) verheiratet, von der er 1795 geschieden wurde.